# ليلة واحدة فقط (عرض مصارعة)
ليلة واحدة فقط (بالإنجليزيَّة: One Night Only) أحد عروض المصارعة الحرة في اتحاد WWF وتم عرضة في 20 سبتمبر 1997.

## الملخص
| الترتيب | المباراة             | الشروط                                       | الزمن |
| ------- | -------------------- | -------------------------------------------- | ----- |
| 1       | تربل اتش ضد ميك فولي | مباراة فردية                                 | 11:06 |
| 2       | مثال                 | مباراة فردية                                 | مثال  |
| 3       | مثال                 | مباراة فريق بطاقة WWF لفريق بطاقة بطولة      | مثال  |
| 4       | مثال                 | مباراة فردية                                 | مثال  |
| 5       | مثال                 | مباراة تاغ تيم                               | مثال  |
| 6       | مثال                 | مباراة فردية                                 | مثال  |
| 7       | مثال                 | مباراة فردية على بطولة دبليو دبليو إف        | مثال  |
| 8       | مثال                 | مباراة فردية على بطولة دبليو دبليو إف أوروبا | مثال  |

## روابط خارجية
- ون نايت أونلي على موقع IMDb (الإنجليزية)
- ون نايت أونلي على موقع قاعدة بيانات الفيلم (الإنجليزية)
- ون نايت أونلي على موقع كينوبويسك (الروسية)